# Anopheles limosus
Anopheles limosus este o specie de țânțari din genul Anopheles, descrisă de King în anul 1932. Conform Catalogue of Life specia Anopheles limosus nu are subspecii cunoscute.